# Фрік говорить про секс
Фрік говорить про секс (англ. Freak Talks About Sex) — американська комедія 1999 року.

## Сюжет
Девід через кілька років після закінчення школи все ще працює в місцевому супермаркеті, а його друг Фрік взагалі, схоже, нічим не займається. Друзі їздять містом, курять траву і обговорюють різні аспекти сексу, наркотиків і любові, і все це на тлі зустрічі колишніх випускників місцевої школи, які спеціально приїхали в містечко.

## У ролях
- Стів Зан — Фрік
- Джош Гамільтон — Девід Кінан
- Девід Кінні — Великий Стів
- Вейн Федерман — Таллі
- Гізер МакКомб / Heather McComb — Ніколь
- Арабелла Філд — Карі